# Louis Ier de Salignac de La Mothe-Fénelon
Pour les articles homonymes, voir Fénelon (homonymie) et Salignac.

Louis Ier de Salignac de La Mothe-Fénelon (né vers 1558, mort le 6 février 1598) est un ecclésiastique qui fut évêque de Sarlat du 1579 à 1598.

## Biographie
Louis Ier de Salignac de La Mothe-Fénélon, 3e membre de sa famille à accéder au siège épiscopal de Sarlat, est le fils d'Arnaud/Armand († 1579) et de Marie-Aimée Hunault de Lanta, le neveu et successeur François de Salignac de la Mothe-Fénelon et l'oncle et prédécesseur de Louis II de Salignac de La Mothe-Fénelon.
Louis Ier accède à l'évêché de Sarlat en 1579 à la suite de la démission en sa faveur de son oncle François. Il prend possession de son siège le 7 septembre. Il participe à l'Assemblée du clergé de Bordeaux en 1583. En 1587 après la bataille de Coutras sa cité épiscopale est assiègée par Henri de La Tour d'Auvergne, duc de Bouillon commandant de l'armée des Réformés et elle est délivrée par l'action de son frère Jean, seigneur de La Mothe-Fénelon, lieutenant du duc Anne de Joyeuse, qui sera tué le 6 novembre 1588 lors du siège de Domme. L'évêque participe aux États généraux de 1588-1589 à Blois ainsi qu'à l'Assemblée du clergé de Paris de 1596. Il meurt le 6 février 1598 âgé d'environ 40 ans